# Omega (Schiff)
Die Omega – bis 1898 Drumcliff – war eine 1887 im schottischen Greenock gebaute Viermastbark mit Stahlrumpf. Sie wurde als Frachtsegler für den Transport von Öl, Guano, Nitrat, Weizen und anderen Gütern eingesetzt.
Seine Bekanntheit verdankt das Schiff vor allem der Tatsache, dass es ab 1957, mittlerweile im Einsatz vor der peruanischen Küste, der letzte Rahsegler auf Frachtfahrt weltweit war. Sein Untergang 1958 war der letzte Untergang eines frachttragenden Großseglers.

## Geschichte
Die Drumcliff wurde auf der Werft J. Russell & Co. in Greenock (Schottland) für Gillison & Chadwick im englischen Liverpool gebaut. Nach ihrem Stapellauf im Januar 1887 wurde sie der Führung von Kapitän H. Davies unterstellt.
Am 28. Juli 1898 wurde die Drumcliff an die Hamburger Rhederei Actien-Gesellschaft von 1896 verkauft, von der sie in Omega umbenannt wurde. Von 1898 bis 1905 segelte sie unter Kapitän H. Krause, unter dem bereits ihre erste große Fahrt sie einmal um die Welt führte: 1898 brach sie von Lizard Point im Süden Englands nach Adelaide in Australien auf. Im folgenden Jahr ging es weiter nach Newcastle (New South Wales) und über die chilenischen Häfen Tocopilla und Iquique zurück nach Lizard Point. Eine weitere große Reise führte das Schiff 1905 von Hamburg nach Santa Rosalía im Golf von Kalifornien (Mexiko) und Port Townsend im US-Bundesstaat Washington, bevor sie im folgenden Jahr nach Lizard Point zurückkehrte.
1906 bis 1907 wurde die Omega Kapitän M. Ratzsch unterstellt, 1908 bis 1910 folgte ihm Kapitän A. Schellhas. Auch unter seinem Kommando bewältigte das Schiff Langstrecken zwischen Europa, Südamerika (Pisagua und Tocopilla in Chile), Afrika (Port Nolloth in Südafrika) und Australien (Newcastle). Von 1910 bis 1912 fuhr die Omega unter Kapitän G. Oellrich Häfen im Westküste der USA (San Diego, Portland in Oregon), in Europa (Hamburg, Rotterdam), Australien (Sydney, Newcastle) und Südamerika (Chile) an. 1913 bis 1914 übernahm Kapitän P. Hammer das Kommando.
Im Ersten Weltkrieg wurde das Schiff 1917 in Peru interniert. 1918 wurde es als Segelschulschiff eingesetzt.
1920 wurde die Omega als Kriegsentschädigung an Peru ausgeliefert und 1926 an das Guano-Unternehmen Compania Administradora del Guano in Callao, Peru, übergeben. Fortan wurde das Schiff für den Guanotransport zwischen vorgelagerten Inseln und dem peruanischen Festland eingesetzt.
Als in den folgenden Jahrzehnten nach und nach alle Großsegler aus dem Dienst genommen wurden, wurde die Omega 1957 – nach dem Untergang der Pamir und der Außerdienststellung der Passat – zum weltweit letzten frachtfahrenden Rahsegler.
Am 26. Juni 1958 schlug die Omega auf einer Fahrt von den Pachacamac-Inseln (12,3018° S, 76,9028° W) nach Huacho (11,12142° S, 77,61501° W), beides in der Region Lima, vor der peruanischen Küste mit einer Ladung von 3.000 Tonnen Guano leck und sank. Es war der letzte Untergang eines Großseglers auf Frachtfahrt.

## Technische Daten
| Länge           | 94,86 m oder 90,96 m |
| Länge Vorschiff | 38 Fuß               |
| Länge Puppdeck  | 36 Fuß               |
| Breite          | 13,16 m              |
| Verdrängung     | 2.471 Long tons      |